# Линейный алкилбензол
Линейный алкилбензол (алкилбензол) — смесь синтетических углеводородов ароматического ряда, получаемых фтористоводородным алкилированием бензола моноолефинами C10 — C14 нормального строения. Применяется в качестве сырья для производства алкилбензолсульфокислот, сульфонола — активной основы синтетических моющих средств с биоразлагаемостью не менее 95 %. Температурные пределы перегонки: Н. К. не ниже 280°С, К. К. не выше 311°С. Формула: C6H5R, где R = C10 — C14.